# 医学映像教育センター
医学映像教育センター（いがくえいぞうきょういくセンター、略称：医学映像、英称：INSTITUTE OF A-V MEDICAL EDUCATION INC.）は、1978年設立の医学・看護学専門の出版社であり、かつインターネット経由でもそれらの教育関連動画を配信するサービスを行う企業。

## 概要
医学博士三浦茂（元東京女子医科大学教授、医用技術研究施設（現・先端生命医科学研究所）初代施設長）が 1978年東京都渋谷区に設立。現在の本社は東京都杉並区上高井戸、現社長は勝政和生。
医学、看護、健康関連の映像番組（DVD）、書籍・電子書籍の制作・販売が主たる事業であり、かつてサーバー型映像配信システム「VISUALEARN（ビジュラン）」を提供していた。現在は、インターネットを通じた医学・看護関連の動画配信サービス「VISUALEARN CLOUD（ビジュランクラウド）」、理学療法士／作業療法士の国家試験対策学習システム「スマコク」を主力商品として展開している。
全国の大学・専門学校・高等学校・病院・研究機関などに納入実績がある、学術・教育用医学動画制作のトップメーカー。

## 沿革
- 1978年2月 - 医学博士の三浦茂が、難解な学術情報を映像化し分かりやすく伝えることを目的とし、東京都渋谷区に資本金1,000万円をもって株式会社医学映像教育センターを設立。同氏が初代代表取締役社長に就任。
- 1979年2月 - 初版『身体のしくみ VHS 全11巻』完成発売。VHSビデオ向けの映像番組を作成し、全国の大学や短大に販売。
- 1980年3月 - 初版『病気のしくみ VHS 全17巻』完成発売。
- 1981年3月 - 初版『目で見る医学の基礎 VHS 全17巻』完成発売。
- 1990年3月 - 新版『目で見る身体のしくみ VHS 全14巻』完成発売。
- 1996年3月 -『看護のためのアセスメント VHS 全12巻』完成発売。
- 1998年1月 - ビデオ累計出荷総数100,000巻達成。
- 2000年4月 - 代表取締役社長に勝政和生が就任。
- 2001年3月 - 大阪市淀川区に関西営業所を開設。『目で見る解剖と生理 VHS 全15巻』　完成発売。
- 2003年
  - 3月 - サーバー型映像配信システム『VISUALEARN 25 VOD（ビデオ・オン・デマンド）システム』第1号機を納品。初のDVD番組『生命の科学 DVD 全8巻』および『目で見る生化学入門第2版 DVD 全6巻』完成発売。
  - 5月 - 本社を東京都杉並区へ移転。
- 2004年1月 - ビデオ累計出荷総数200,000巻達成。
- 2007年3月 -『目で見る医学の基礎第2版 DVD 全13巻』完成発売。
- 2009年3月 - 臨床推論能力教育システム『DxR Clinician 日本語版』第1号機納品。
- 2010年1月 - ビデオ累計出荷総数300,000巻達成。
- 2012年3月 -
  - 『Visual Basic Medicine 2nd Edition DVD 全13巻』完成発売。
  - 『Visual Basic Medicine 2nd Edition 13volumes』の電子書籍版【iBooks形式（iPad対応）】を、日本を含む世界51か国のiBooks Storeにて販売開始。
  - 『目で見る医学の基礎第2版 全13巻』の電子書籍版【EPUB形式（iPad/iPhone対応）】を、国内のiBooks Storeにて販売開始。
- 2014年5月 - クラウド型映像配信システム『VISUALEARN CLOUD』サービス開始。
- 2015年10月 - 国家試験対策学習e-ラーニングシステム『スマコクfor PT/OT』サービス開始。
- 2016年1月 - ビデオ累計出荷総数400,000巻達成。
- 2018年4月 - 丸善雄松堂の運営するクラウド型電子教科書配信サービス「eText Service」にて、動画付き電子教科書として「NEW　生体のしくみ　標準テキスト」が配信開始。
- 2019年
  - 3月 - 丸善雄松堂の運営する学術・研究機関向けの電子書籍プラットフォーム「Maruzen eBook Library」にて、著作DVD全443番組が配信開始。
  - 4月 - トレーニングの専門書「スターティングストレングス」の販売を開始。
  - 10月 - 医学・看護系学生向け定額動画配信見放題サービス「ビジュランサブスクリプション」開始。
  - 11月 - 理学療法士・作業療法士の国家試験対策のためのeラーニング「スマコク」本格サービス開始。
- 2020年8月 - デジタル教科書「生体のしくみ 標準テキスト第3版　新しい解剖生理」発売。
- 2021年10月 - 理学療法士・作業療法士の国家試験対策のためのeラーニング「スマコク」にLITE版が登場。